# (6153) Hershey
(6153) Hershey (1990 OB) – planetoida z pasa głównego asteroid okrążająca Słońce w ciągu 4,79 lat w średniej odległości 2,84 j.a. Odkryta 19 lipca 1990 roku.